# Спануди, София
София Спануди (греч. Σοφία Σπανούδη, урождённая Иоанниди, греч. Ιωαννίδη; 1878, Константинополь — 1952, Афины) — греческая журналистка, музыкальный критик и педагог.
Окончила Дрезденскую консерваторию как пианистка. В молодые годы преподавала фортепиано в Константинополе, среди её учеников были Манолис Каломирис и Мелпо Мерлье; в творческом развитии Каломириса Спануди сыграла особенно большую роль. Была также приглашена во дворец Йылдыз давать уроки принцессе Наиме, одной из дочерей последнего турецкого султана Абдул-Хамида II; о своей работе во дворце и о своих впечатлениях от жизни женщин при дворе на закате империи написала слегка беллетризованные воспоминания «Во дворце Хамида» (греч. Στα παλάτια του Χαμίτ; 1935, отдельное издание 2009). В 1910 г. вышла замуж за журналиста и политика Константиноса Спанудиса.
В 1922 г. вместе с мужем вынужденно покинула Турцию, жила и работала в Афинах. По приглашению своего ученика Каломириса преподавала в Греческой консерватории, затем профессор Национальной консерватории с её основания в 1926 г. На протяжении многих лет была одним из наиболее влиятельных музыкальных критиков Греции, в 1942 году приветствовала дебютное выступление Марии Каллас (отметив, однако, что «её величественное драматическое сопрано ещё не до конца сформировалось»), однако о концерте из произведений Никоса Скалкотаса отозвалась в 1930 году, в заметке без подписи, как о «вторжении варваров».
В 1932 г. побывала в Турции как корреспондент газеты Πρωΐα, сделав серию интервью. Избранные из них составили книгу «Письма из Константинополя» (греч. Γράμματα από την Πόλη; 2009).
Дочь, Афина Спануди (1921—1998) — радиоведущая.